# Stefan Chowaniec
Stefan Chowaniec (ur. 21 kwietnia 1953 w Nowym Targu) – polski hokeista, olimpijczyk
Wychowanek Podhala Nowy Targ i trenera Mieczysława Chmury. W klubie tym spędził 13 sezonów 1969–1982, zdobywając 9 tytułów mistrza Polski. W 1974 wybrany został najlepszym hokeistą w Polsce (Złoty Kij redakcji Sportu). Na ligowych boiskach rozegrał 450 meczów strzelając 292 gole. W latach 1982–1987 grał w niemieckich klubach Augsburger EV, EV Landsberg i Dinslaken EC.
Napastnik reprezentacji Polski. W drużynie narodowej rozegrał 172 mecze, w historii polskiego hokeja mniej jedynie od Walentego Ziętary, zdobywając w nich 50 bramek. Trzykrotnie uczestniczył w Zimowych Igrzyskach Olimpijskich: Sapporo (1972), Innsbruck (1976) i Lake Placid (1980). Jedenastokrotnie uczestniczył w turniejach o mistrzostwo świata. 21 grudnia 1973 podczas Turnieju Izwiestii zdobył jedynego gola w ostatnim meczu z Finlandią (1:1), dzięki czemu Polska zajęła czwarte miejsce – najlepszą pozycję w historii swoich występów w tym turnieju.